# Пуново
Пуново (рос. Пуново) — присілок в Приморському районі Архангельської області Російської Федерації.
Населення становить 65 осіб. Входить до складу муніципального утворення Заостровське поселення.

## Історія
Від 2004 року входить до складу муніципального утворення Заостровське поселення.

## Населення
| 2002 | 2010 | 2012 |
| ---- | ---- | ---- |
| 55   | ↘47  | ↗65  |